# Metsweding

Distriktgebiet bis 2011

Wappen des Distrikts

Metsweding (englisch Metsweding District Municipality) war der nördlichste Distrikt in der südafrikanischen Provinz Gauteng. Seit 2011 gehört sein gesamtes Territorium zur Metropolgemeinde Tshwane. Der Sitz der Distriktverwaltung befand sich in Bronkhorstspruit.
Metsweding ist ein Setswana-Begriff für „Quelle“. Der Distriktname verwies damit sinngemäß auf die „Quelle des Wissens“, die für alle Gemeindemitglieder nutzbar sein soll. Andererseits wird der Name auch als Bezugnahme auf den Bronkhorstspruit Dam verstanden, der im ehemaligen Distriktgebiet liegt.
Der Distrikt wurde am 5. Dezember 2000 gegründet und war in die Lokalgemeinden Nokeng tsa Taemane und Kungwini gegliedert. Am 18. Mai 2011 wurde der Distrikt in die neue Metropolgemeinde City of Tshwane eingegliedert.
Das Motto des Distrikts lautete: Moving Forward For A Better Future, das heißt: „Vorwärts für eine bessere Zukunft“.

## Demografie
Nach der Volkszählung von 2001 hatte er rund 160.000 Einwohner auf einer Gesamtfläche von 4063 km².

## Demographische Daten
Datenstand 2001, Volkszählung.
| Sprache    | Einwohner | %       |
| ---------- | --------- | ------- |
| isiNdebele | 32.537    | 20,11 % |
| Afrikaans  | 30.906    | 19,24 % |
| Sepedi     | 29.768    | 18,51 % |
| isiZulu    | 26.357    | 16,59 % |
| Sesotho    | 9.574     | 5,94 %  |
| Setswana   | 7.474     | 4,65 %  |
| Xitsonga   | 7.272     | 4,49 %  |
| Englisch   | 5.390     | 3,36 %  |
| Siswati    | 4.958     | 3,10 %  |
| isiXhosa   | 3.644     | 2,26 %  |
| Tshivenda  | 1.698     | 1,04 %  |
| andere     | 1.165     | 0,72 %  |